# Cailloutage de Gérardmer

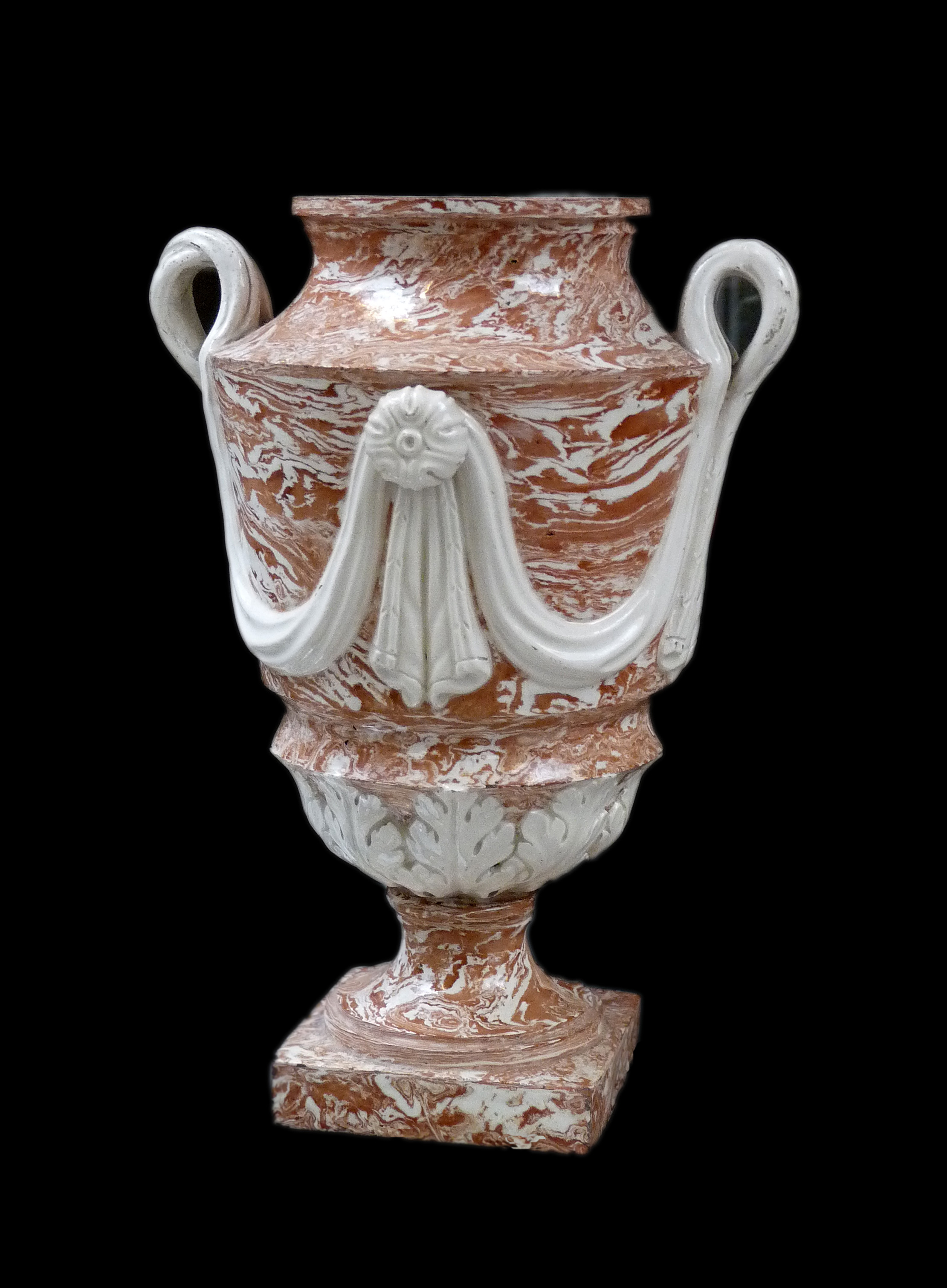
Vase (vers 1825)

Le cailloutage de Gérardmer est un type de faïence marbrée produite dans les Vosges au cours de la première moitié du XIXe siècle.
Les fondateurs de la faïencerie de Gérardmer sont les frères Sébastien et Michel Roch, dont le père est peintre à la manufacture de Lunéville. Commencée en 1805, la production cesse vers 1854.

## Galerie

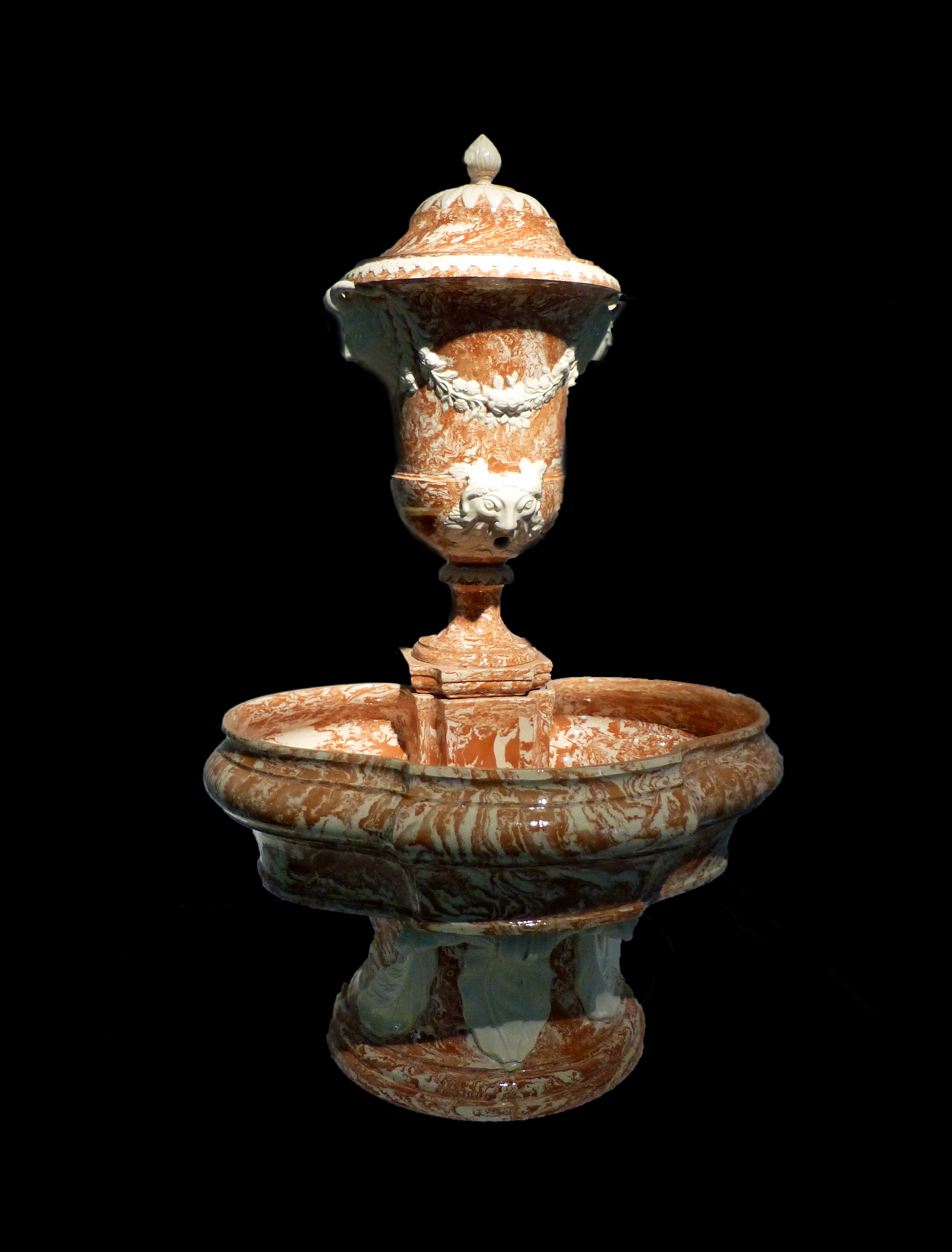
Fontaine décorative et son bassin[2].
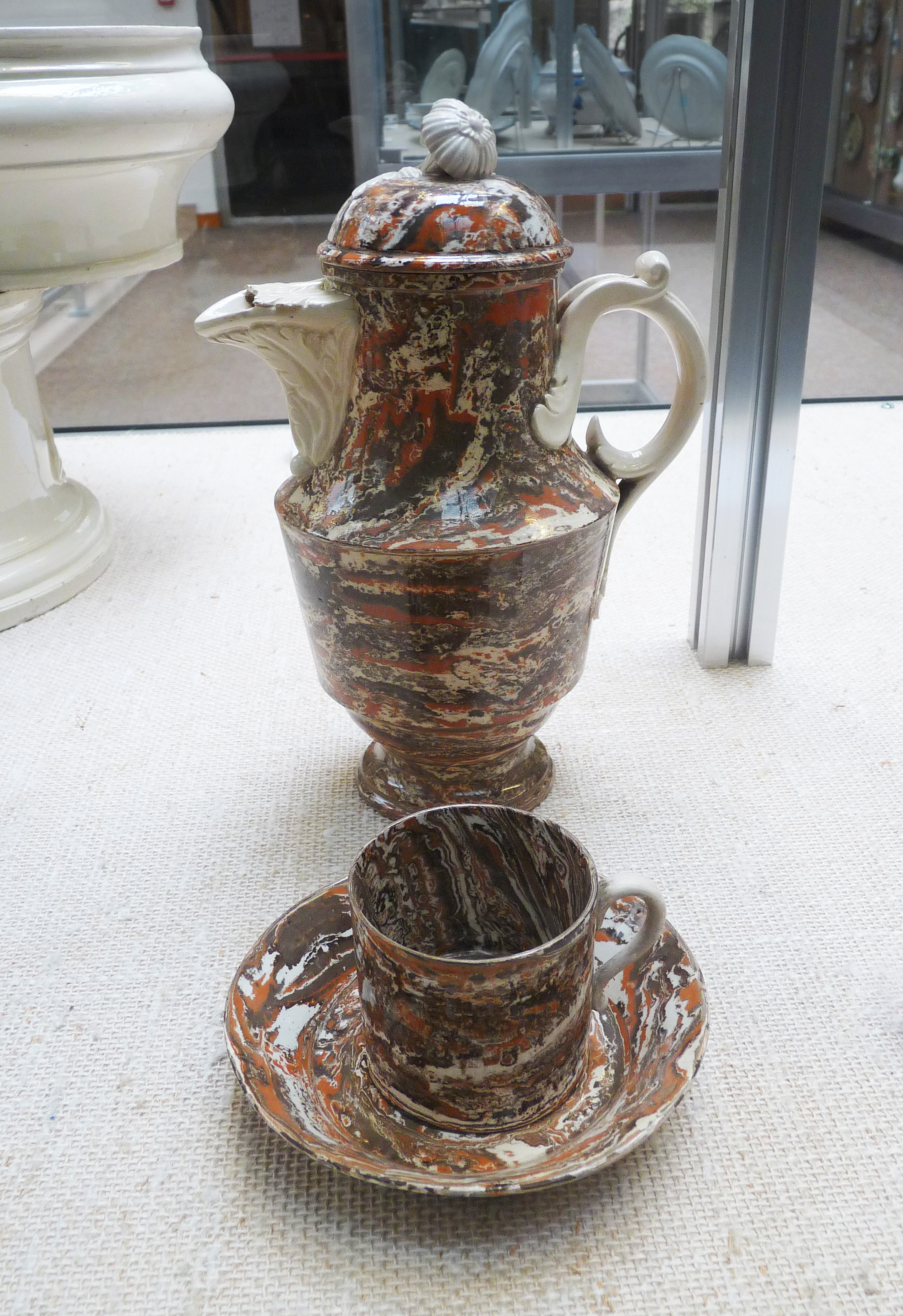
Service à café[1].
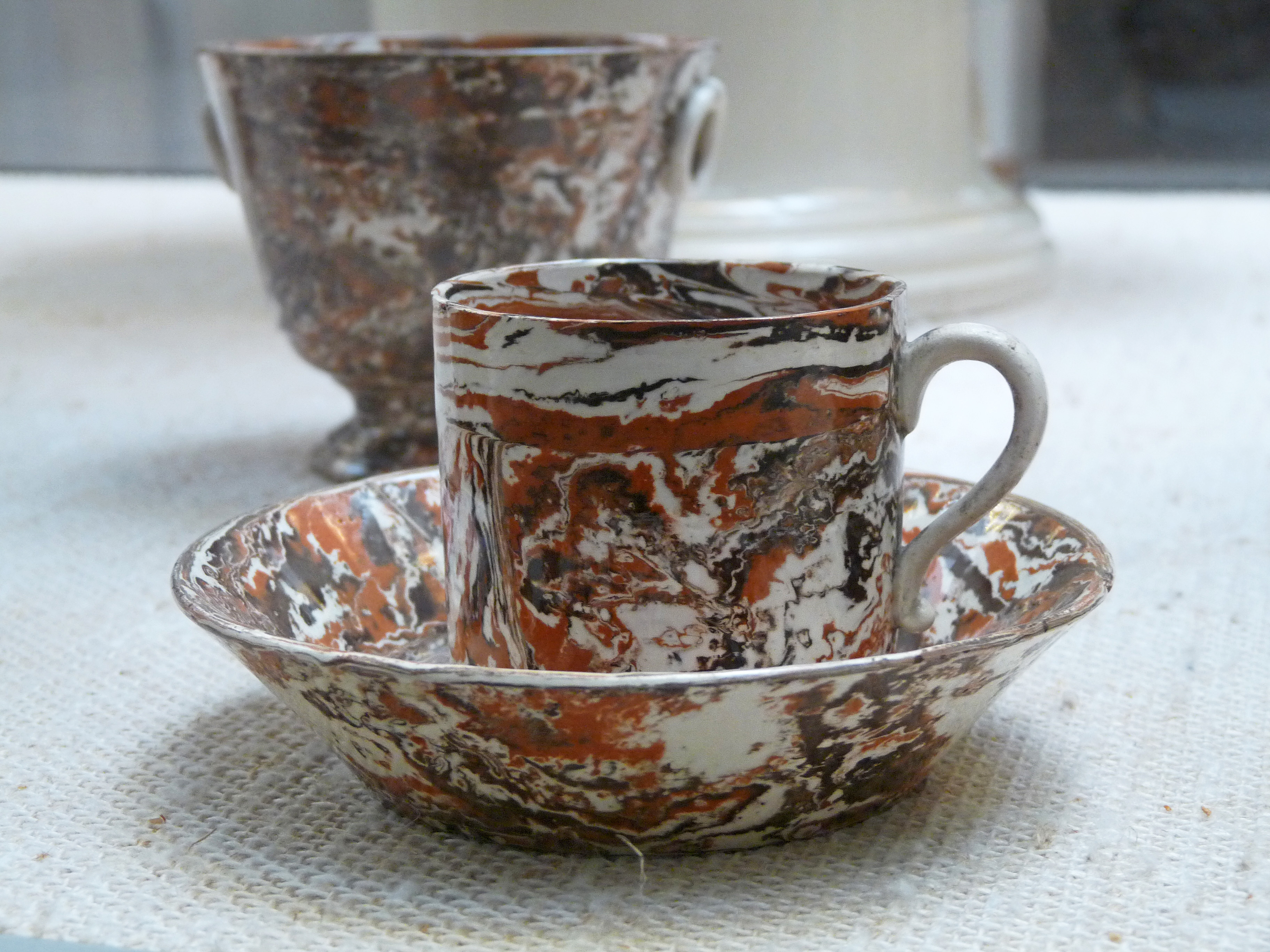
Tasse[1].
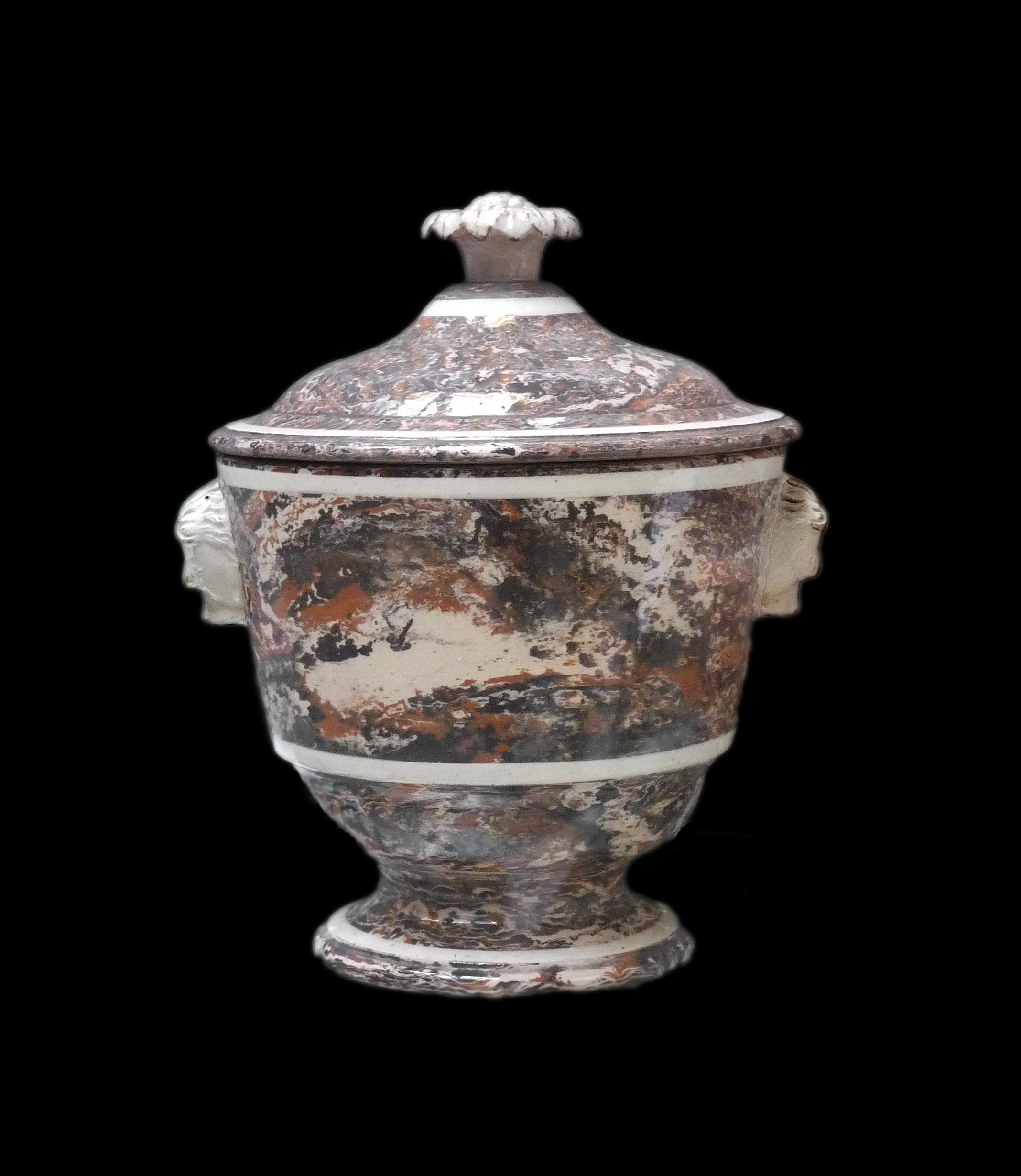
Pot à deux boutons de préhension en forme d'animaux[1].